# Santan Sari
Santan Sari is een bestuurslaag in het regentschap Banyuasin van de provincie Zuid-Sumatra, Indonesië. Santan Sari telt 807 inwoners (volkstelling 2010).